# Georg Rydeberg
Pour les articles homonymes, voir Rydeberg.
Olof Georg Rydeberg, né le 21 juillet 1907 et mort le 22 février 1983, est un acteur suédois.
Il a joué dans 75 films entre 1932 et 1981.

## Filmographie partielle

### Comme acteur
- 1933 : Chère Famille (Kära släkten) de Gustaf Molander
- 1938 : Dollar de Gustaf Molander
- 1938 : Visage de femme de Gustaf Molander
- 1939 : Emilie Högquist de Gustaf Molander
- 1941 : Hem från Babylon d'Alf Sjöberg
- 1945 : Deux Êtres (Två människor) de Carl Theodor Dreyer
- 1947 : Trafic de femmes d'Arnold Sjöstrand
- 1948 : Nu börjar livet de Gustaf Molander
- 1952 : Pour les ardentes amours de ma jeunesse d'Arne Mattsson
- 1953 : Le Pain de l'amour d'Arne Mattsson
- 1953 : I dimma dold de Lars-Eric Kjellgren
- 1957 : Nattens ljus de Lars-Eric Kjellgren : directeur
- 1960 : Le Juge d'Alf Sjöberg
- 1967 : Sophie de 6 à 9 de Henning Carlsen
- 1968 : L'Heure du loup (Vargtimmen) d'Ingmar Bergman
- 1969 : Le Père (Fadern) de Alf Sjöberg

## Récompenses et distinctions
- 1963 : Prix Eugene O'Neill
- 1970 : Médaille Litteris et Artibus
- 1977 : Svenska Akademiens teaterpris